# Chorégraphie
Cet article possède un paronyme, voir CoreGrafX.
Vous pouvez aider à l'améliorer ou bien discuter des problèmes sur sa page de discussion.
- Il ne cite pas suffisamment ses sources. Vous pouvez indiquer les passages à sourcer avec {{référence nécessaire}} ou {{Référence souhaitée}}, et inclure les références utiles en les liant aux notes de bas de page. (Marqué depuis août 2024)
- Certaines informations devraient être mieux reliées aux sources mentionnées dans la bibliographie ou les liens externes. Améliorez sa vérifiabilité en les associant par des références. (Marqué depuis août 2024)

- Archive Wikiwix
- Bing
- Cairn
- DuckDuckGo
- E. Universalis
- Gallica
- Google
- G. Books
- G. News
- G. Scholar
- Persée
- Qwant
- (zh) Baidu
- (ru) Yandex
- (wd) trouver des œuvres sur Wikidata

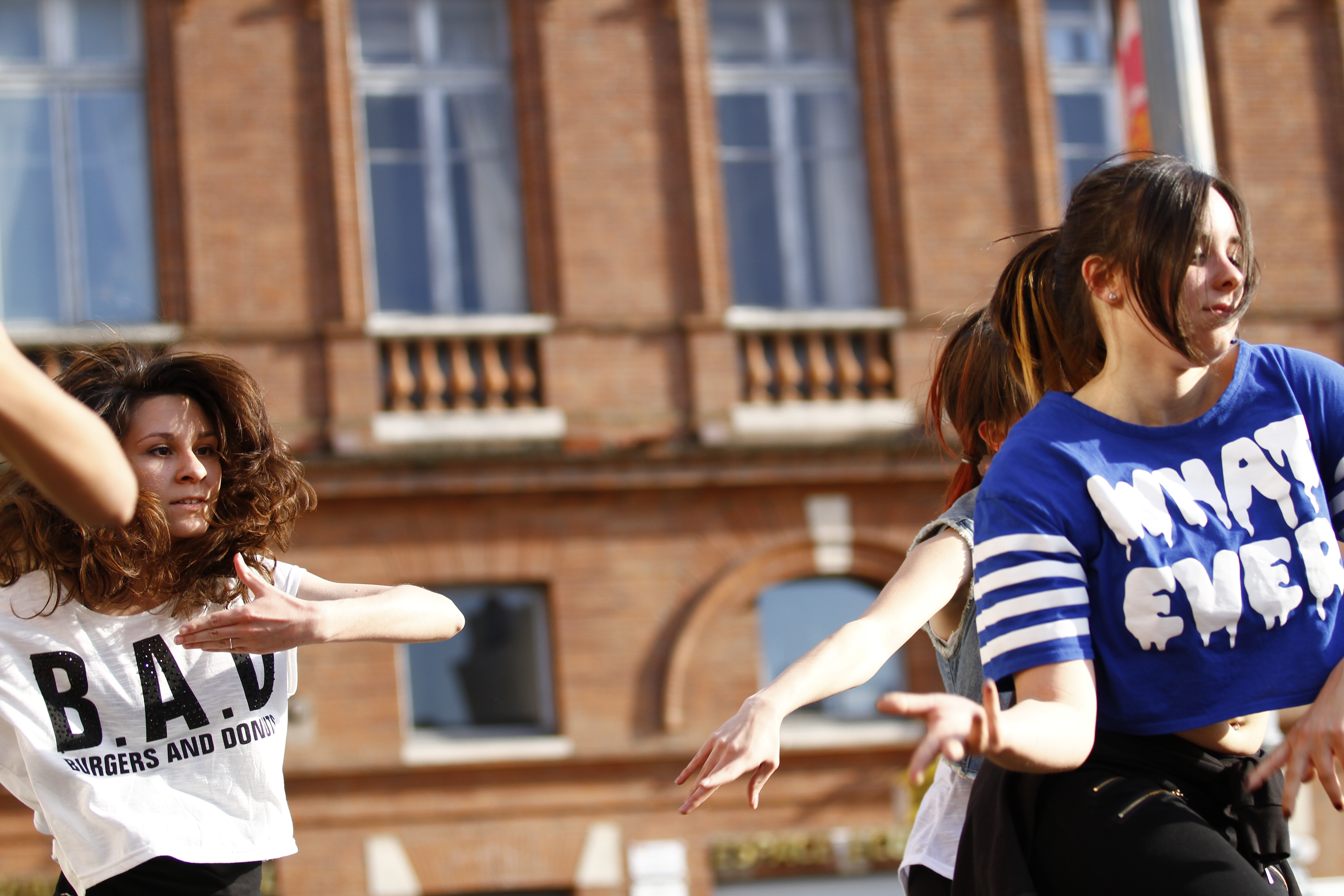
Danseuses exécutant une chorégraphie de K-pop lors d'un festival culturel à Toulouse en 2014.

La chorégraphie (du grec ancien χορεία / khoreía signifiant « danse en chœur » et γραφή / graphế signifiant « écriture ») est l'art de composer des danses et des ballets, principalement pour la scène, au moyen de pas et de figures.
Le premier à avoir utilisé le terme « chorégraphie » est le maître à danser Raoul Feuillet dans son traité paru en 1700 : Chorégraphie, ou l'art de décrire la danse par caractères, figures et signes démonstratifs. Le terme désignait alors le système de notation de la danse qu'il avait mise au point.
Jusqu'aux encyclopédistes et au Dictionnaire de la danse de Charles Compan (1787), la chorégraphie signifie l'art d'écrire la danse. En 1810, Noverre en parle encore comme d'une discipline qui « amortit le génie » du compositeur de ballet. Progressivement, le terme commence à s'appliquer au créateur de ballet, à celui qui « invente » des figures et des pas de danse. C'est Carlo Blasis qui en fait le premier l'usage, en 1820, mais sans grand succès. On parle en effet plus volontiers de « maître » ou de « compositeur de ballet », les danseurs solistes ayant l'habitude de régler eux-mêmes leurs variations.
En 1935, Serge Lifar publie son Manifeste du chorégraphe, dans lequel il revendique au chorégraphe une place de concepteur, tout comme le metteur en scène de théâtre. Quelques années plus tard, il préconise d'appeler l'auteur de ballet un « choréauteur ». À cette époque, George Balanchine introduit le mot « choreographer » dans le milieu de la comédie musicale et du cinéma américain, à la place du terme « dance director ».
Aujourd'hui, la danse contemporaine remet en question la place du chorégraphe face aux créations collectives. Par ailleurs, il faut considérer les métiers de chorégraphe et d'interprète comme différents et complémentaires, l'un pouvant aller sans l'autre.
Pour résumer, seul ou avec ses interprètes, le chorégraphe organise l'espace et structure les mouvements au moyen d'un vocabulaire personnel puisé dans l'infinie variété des capacités cinétiques du corps humain, dans le but de communiquer une idée, un sentiment, une émotion, une situation.